# Eudorylas willistoni
Eudorylas willistoni är en tvåvingeart som beskrevs av Kertesz 1900. Eudorylas willistoni ingår i släktet Eudorylas och familjen ögonflugor. Inga underarter finns listade i Catalogue of Life.